# アラバマ州ローレンス郡とモーガン郡の水質汚染

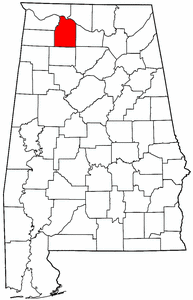
アラバマ州ローレンス郡

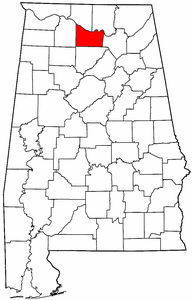
アラバマ州モーガン郡

アラバマ州ローレンス郡とモーガン郡の水質汚染は、水道水に含まれるペルフルオロオクタン酸 (PFOA) とペルフルオロオクタンスルホン酸 (PFOS) が原因である。 米国環境保護庁（EPA）が、2016年3月に新たな健康勧告を発表した後、PFOAとPFOSの濃度が健康に及ぼすリスクについて懸念が高まった。  さまざまな政府関係者、政府機関、企業の対応から、環境的不正行為があったかどうかという疑問が生じる。

## 沿革
2013年後半、米国地質調査所と環境保護庁は、米国の公共事業体から排出される未処理水と処理済み水のサンプルを調査し、研究者らはアラバマ州ローレンス郡やモーガン郡などの地域の水に化学物質の痕跡を発見した。 汚染された水の長期的な影響に関する情報はほとんどないが、研究者らは水サンプル中にペルフルオロオクタン酸と呼ばれるフッ素化合物が含まれていることを発見した。 この化合物は、甲状腺疾患、腎臓がん、妊娠高血圧症候群など、他の多くの健康問題とも関連があるとされている。
アラバマ州の住民の多くは、がん、出産可能年齢の女性の先天性障害、子供の発育障害を引き起こす可能性のある汚染された水に苦しんでいる。 2016年5月19日に発表されたEPAの健康勧告を受けて、政府当局はローレンス郡とモーガン郡の住民に対し、水を飲まないように勧告した。 EPAは住民の血中濃度を検査した結果、ローレンス郡とモーガン郡の水が河川や飲料水システムに流入した水質汚染物質で汚染されていることを明らかにした。 科学者らが水源にペルフルオロオクタン酸（PFOA）とペルフルオロオクタンスルホン酸（PFOS）の痕跡を発見したため、住民は水道水を使用しないよう勧告されている。 2 つの主要な汚染物質である PFOS と PFOA は、特定の種類の癌やその他の健康症状を引き起こす原因となる有毒物質として知られている。 3M、ダイキン、およびその子会社ダイネオンLLCなど、この地域の企業が、水道システムへの汚染物質の流入源である可能性が高いと特定されている。 政府関係者の間では、水質汚染が実際に存在するのか、あるいは数値は問題ではないのかといった疑問が投げかけられ、さまざまなレベルの議論が交わされている。 その結果、EPAは郡の住民に対し、この問題に関するさらなる調査が完了するまで水の摂取を控えるよう勧告した。
2016年8月6日、ウェストモーガン・イーストローレンス水道局は、新たな水質検査の結果、EPAの健康勧告レベルを下回る14pptという値が出たとの声明を発表した。 しかし、水道局の職員はまだ少し懸念しており、活性炭フィルターの導入を推し進めている。

## PFOAとPFOSの健康への影響

### PFOAの影響
ペルフルオロオクタン酸 (PFOA) は、他のフッ素化合物とともに分解生成物としてよく使用される。 PFOA は、多くの調理器具の焦げ付き防止表面としてよく使用されるテフロン (ポリテトラフルオロエチレンとも呼ばれる) の製造にも使用される。 この化学物質は、先進国の水道システムによく存在する。
さまざまな動物データ分析に基づくと、この化合物は免疫系、内分泌系に毒性の影響を与え、腫瘍を引き起こす可能性もある。 工業用地、都市廃棄物処理場、産業廃棄物などの水資源がこの化合物で汚染されていることが明らかになったため、大手メーカーはペルフルオロオクタン酸の使用を制限しようとした。この化学物質にさらされた子供は甲状腺疾患を発症するリスクが高くなる。 この化学物質にさらされた子供は甲状腺疾患を発症するリスクが高まる。 甲状腺が影響を受けると、人体の他の部位にも影響が及び、成長発達などの他の健康症状を引き起こす可能性がある。 化学物質は目に見えないが、汚染された水を飲んだ場合、化学物質が体内の血流に入り込む可能性がある。 また、汚染された水を摂取する人間や他の生物は、感染するリスクが高くなる。 この化学物質は、衣類、食品パッケージ、家具など、さまざまな消費財に使用されている。 科学的研究によると、さまざまな飲料水源に化学物質が混入する主な原因は、近隣の工場からの汚染によるものである。

### PFOSの影響
ペルフルオロオクタンスルホン酸(PFOS) は、環境に有毒であると考えられている世界的に知られている汚染物質である。 汚染物質は環境中に存在しますが、ペルフルオロオクタンスルホン酸 (PFOS) が人体に与える影響に関する情報は限られている。 関係上、科学者たちは、ペルフルオロオクタンスルホン酸（PFOS）が水と食品に及ぼす長期的な健康影響についてまだ確信を持っていない。 疫学的研究によれば、この物質にさらされると、胎児の発育障害、組織の損傷、甲状腺の損傷などの悪影響が生じるとのことである。
これらの工場の近くにある地域社会は、汚染された水を飲んでおり、住民がこれらの有害化合物にさらされている可能性が高い。 化学物質への曝露を減らすために、公衆衛生当局は、水道システムを注意深く監視し、ろ過水システムで管理することを推奨している。 2 つの化学物質と一般の人々との関係を理解するには、さらなる研究を行う必要がある。 ペルフルオロオクタン酸とペルフルオロオクタンスルホン酸が人体に及ぼす長期的な影響を知るためには、研究者はそれぞれの水源の起源と近隣のコミュニティを調査する必要がある。

## EPA規制
2016 年 3 月 19 日、EPAは、PFOAとPFOS という2つの化学物質に関する健康勧告を発表した。 新たな健康勧告によれば、PFOAとPFOSの両方を合わせた濃度が70pptを超えると危険であり、健康に悪影響を及ぼす可能性があるとされている。 この新しい値は、安全だと考えられていた以前のレベルから比較的大幅に増加した。 2009 年、EPA は PFOA と PFOS の濃度が 0.04 ppb の場合、飲料水に潜在的危険があると判断した。 2012 年、EPA は第 3 次未規制汚染物質監視規則 (UCMR 3) を可決した。 UCMR は、1996 年の改正により EPA が監視を開始すべき規制されていない水質汚染物質のリストを提供することが義務付けられたため、安全飲料水法の結果として開始された。 PFOA と PFOS は両方とも UCMR 3 に記載されており、米国の公共水道システムでは、記載されている他の化学物質とともに PFOA と PFOS の化学濃度の検査を開始する必要がある。 2016年に、EPA から新しい健康勧告が発表されたが、現在のところ、国家規制に関する強制力のある基準はない。 AEPA が述べているように、健康勧告は主に、問題となっている化学物質に関する情報を提供し、さらなる措置を講じる前にさらなる研究を行えるようにすることを目的としている。
2017年2月、トランプ政権は、安全飲料水法を含む複数の連邦法の執行に携わるEPAの一部門である執行・コンプライアンス保証局（OECA）の閉鎖を検討し始めたと報じられた。 2017年3月8日、ニューヨーク州の上院議員らは、EPAに安全飲料水法を改正し、PFOAやPFOSなどの化合物に対してより厳しい基準を設定するよう義務付ける新たな法案を起草した。 上院議員とその支持者たちは、この法案が上院を通過し、トランプ政権が承認することを期待している。 下院でも、数人の議員が、全国のさまざまな軍事施設から発生するPFOAとPFOSの汚染を除去する責任を軍に負わせるよう求めている。 トランプ政権によるEPAへの予算削減案にもかかわらず、PFOAとPFOSの研究は、国防総省が資金提供している戦略的環境研究開発プログラムと環境安全技術認証プログラムによって今も行われている。

## 住民への影響
有毒物質が近隣の郡の飲料水を汚染していた。 アラバマ州は、モーガン郡とローレンス郡からさまざまな血液サンプルを採取した後、水質汚染の調査を行っていた。 PFOAとPFOSの濃度は低かったものの、これらの汚染物質に長期間さらされると深刻な健康問題を引き起こす可能性があるという警告が出された。 飲料水からこれらの汚染物質を除去するために、EPA は活性炭ろ過や高圧膜ろ過などの非従来的な方法を使用することを推奨しており、住民が講じなければならない特別な予防措置を示している。 調査では、過去にも人々が水質汚染に関する同様の問題を経験したにもかかわらず、汚染された水に関する長期的な健康影響の兆候が見られなかったことが説明された。 水中の PFOA/PFOS 汚染を除去する方法として活性炭フィルターまたは高圧膜フィルターを設置することが推奨されていますが、これは水処理方法としては一般的に使用されていない。 水道局が提案した400万ドルの活性炭ろ過システムは、より大規模な逆浸透膜処理施設が建設されるまでの一時的な解決策となるだろう。 さらに、国民はコストやリソースへのアクセスの欠如、提案された解決策についても懸念を抱いている。 政府関係者と水道局関係者の対応が異なり、PFOA/PFOS汚染に関する専門知識が不足しているため、国民の間では最善の対応策が何であるのか混乱が生じている。

### ローレンス郡
アラバマ州北部のローレンス郡は、主な水源へのPFOAとPFOSの放出によって影響を受けた。 影響を受ける上下水道局はイーストローレンス郡とウェストモーガン郡に属しているが、ウェストローレンス水道協同組合も同局のシステムから水を使用している。 このため、ローレンス郡全域が飲料水の汚染の影響を受けている。 水質汚染の影響を受ける人々の背景は多岐にわたる。2015 年のアラバマ州における白人のみの人口の割合は 77.1% であったのに対し、アラバマ州ローレンス郡では 78.2% であった。 2015年、ローレンス郡の人口は、黒人またはアフリカ系アメリカ人が11.2%、ネイティブアメリカンが5.8%、ヒスパニックまたはラテン系が2.2%、アジア系が0.2%だった。 アラバマ州全体では、黒人またはアフリカ系アメリカ人が 13.3%、ネイティブアメリカンが 1.2%、ヒスパニックまたはラテン系が 17.6%、アジア系が 5.6%だった。 2015 年のローレンス郡の平均収入は 40,003 ドルで、貧困層は18.7% だった。 2015年のアラバマ州の平均収入は53,889ドルで、貧困層は13.5%だった。

### モーガン郡
アラバマ州モーガン郡は、飲料水中の PFOA および PFOS 汚染の影響を受けているアラバマ州北部のもう一つの郡である。 モーガン郡とローレンス郡の一部に給水しているウェストモーガン・イーストローレンス水道局は、水質汚染の問題がある可能性があると指摘された主要な水道施設の一つだった。 製造会社3Mは、モーガン郡の都市ディケーターの製造工場での活動の結果として、汚染を引き起こしたと考えられている。 2015年のデータによると、モーガンの世帯の年間収入は45,751ドルで、アラバマ州では53,889ドルだった。 モーガンでは、貧困レベル以下の人口が16.1％であるのに対し、アラバマ州では13.5％である。

### 環境団体
EPAの健康勧告以来、2つの環境保護団体がローレンス市とモーガン市の住民と協力して、汚染問題の解決に取り組んでいる。 テネシー・リバーキーパーという団体は2017年2月15日に3M社を相手取り訴訟を起こし、PFOAとPFOS汚染の除去と解決の責任を3M社をはじめとする団体に負わせることを求めている。 ニューヨーク環境法と正義プロジェクトというグループは現在、ローレンスとモーガンのコミュニティグループと協力して、この問題に関する一般の認識を高め、法的措置も含めた解決に向けて取り組んでいる。

## 州政府と政策対応
水道システムが適切に監視されていない場合、化学物質を使用または製造している近くの工業施設から PFOA と PFOS が水に拡散する可能性がある。 州の予算削減により、資金額は年々減少しており、そのため、この地域で厳格な水質検査を行うための財政支援が不十分となっている。水道局は、より良い水道計画を実施する環境プログラムの実施を試みる意向を表明した。 一方、ウェスト・モーガン・イースト・ローレンス上下水道局は現在、新しく改良されたろ過システムの開発に取り組んでおり、2019年に完成する予定だ。
アラバマ州知事ロバート・ベントリー氏によれば、ローレンス郡とモーガン郡で顕著な水問題は心配するほどのことではなかったという。 企業は近隣のコミュニティに対し、地元の水道システムに化学物質を放出してきた過去について警告しており、EPAは、検査で水中の汚染物質の危険なレベルが示されたことについて人々に警告する声明を発表した。 こうした警告にもかかわらず、ロバート・ベントリー知事は依然として問題を認めることを拒否した。 しかし、これらの郡の住民の中には、健康上のリスクが伴う可能性が高いため、恐怖を感じ、水を避け続ける人もいる。 水質汚染は、この地域の住民の一部に精神的打撃を与えており、この地域に進出してきた企業がいかにして地域を荒廃させてきたかを物語っている。 政府と水道局の対応には一貫性がない。 水道局長ドン・シムズ氏は、この水の危険性について声明を発表し、住民に飲用を避けるよう警告したが、EPAと政府当局者からこの声明を発表したことで批判を受けた。 コミュニケーション不足と当局からの明確な回答の欠如により、ローレンスとモーガン両市の住民は、この汚染問題に対する最善の解決策が何なのか確信が持てないでいる。

## 企業の対応

### 3M水質汚染訴訟
ディケーターに拠点を置く3M製造会社は、PFOSとPFOAの両方の主要生産者であることが判明した。３Ｍ社は、これらの物質は人体によく存在するため、水質汚染は人体に無害であると主張した。 この問題について多くの個人が苦情を申し立てているが、3Mは次のように述べている。
これらの物質と密接に接触して作業した自社の従業員に健康問題のリスク増加は見られず、環境中にこれらの物質が存在することは必ずしも有害ではない。
2002年、3M社は他社からのさまざまな訴訟により、自主的に化学物質の生産を段階的に廃止した。また、EPAは水質汚染に対する代替計画を提案しており、州に対して水道システムを水道システム内の炭素フィルターに置き換えることを提案している。 2016年3月のEPAの新しい健康勧告を受けて、ウェストモーガン・イーストローレンス水道局は、汚染と潜在的な健康リスクの責任は同社にあると主張し、3Mを相手取って訴訟を起こした。 3M社の代表者は、同社がEPAなどの機関と協力して事態に対処する役割を果たしてきたと信じており、訴訟は不当であると考えている。
ダイキンとその子会社ダイニオンLLCは、3M社とともに、テネシー川の水質汚染で訴えられた。 ウェスト・モーガン・イースト・ローレンス上下水道局によると、ダイキンはPFOAとPFOSを含む水質汚染に関連する訴訟で500万ドルを支払うことで和解した。 和解金は水道局の臨時濾過システムに390万ドルが投入され、45万ドルが州内の水道システム間で分配される。 和解に関連して、ダイキンは化学物質の廃棄に不正はなかったと認め、顧客は「飲用禁止警告」期間中の水道料金を払い戻される。 訴訟はしばらく続いているが、EPAは2016年5月19日に健康勧告を発行し、出産可能年齢の女性に飲料水を使用しないよう勧告した。

## 関連事件

### アラバマ州ディケーター
2016年に検出された高濃度のPFOAとPFOSは、この地域で発生した最初のPFOAとPFOSの汚染事件ではなかった。 2007年、EPAは、3M社、ダイキンアメリカ社、東レ・カーボンファイバー・アメリカ社によるPFOAとPFOSの生産に関連する産業活動のため、アラバマ州モーガン郡の一部であるディケーターの水質検査を行うことを決定した。 ウェストモーガン-イーストローレンス水道システムの PFOS と PFOA のレベルは、現在の EPA 許容レベル (PFOA の場合は 0.4 ppb、PFOS の場合は 0.2 ppb) を下回っていることが判明した。 検査では水が安全であることが示されたにもかかわらず、血液検査でディケーターの住民の血清中のPFOAとPFOSの濃度がわずかに上昇していることが判明した。これはEPAが監視したい項目である。

### ウェストバージニア州パーカーズバーグ
パーカーズバーグは、平均的に低所得のコミュニティであり、世帯収入の中央値はウェストバージニア州の 41,751 ドルと比較して 31,876 ドルである。 パーカーズバーグは州全体と比べて貧困度が高く、パーカーズバーグ住民の 24.3% が貧困ライン以下であるのに対し、州全体では 18.0% となっている。 2004 年、ウェストバージニア州パーカーズバーグの住民の血液検査で血清中の PFOA 濃度が平均より高かったことが明らかになった。 パーカーズバーグ近郊にデュポン社のテフロン製造工場があり、その工場が原因の可能性が指摘されている。 デュポン社の工場が地元の水道水をパーフルオロオクタン酸（PFOA）で汚染していたことが発覚したため、当面の間、当該地域の住民はろ過した水を飲むよう勧告されている。 数十年にわたり、PFOAは多くの飲料水供給源や、健康問題を引き起こす可能性のあるその他のフッ素化学物質を含む消費者製品に関連していることが研究で示唆されている。

### ニューヨーク州フーシックフォールズ
フーシックフォールズは国勢調査データに基づくと低所得のコミュニティであり、世帯収入の中央値は 52,045 ドル、ニューヨーク州の平均世帯収入は 59,269 ドルである。 そうは言っても、フーシックフォールズでは州全体と比較すると貧困レベル以下の生活を送る人の割合が低く、フーシックフォールズ住民の 10.9% が貧困状態にあるのに対し、州全体の住民では 15.7% となっている。 フーシックフォールズはニューヨーク州にある町で、住民の半数が水質汚染にさらされていると考えられている。 2016年1月、EPAはフーシックフォールズの水道水にPFOAの痕跡が見つかったことを受けて、住民にボトル入りの水を使用するよう勧告した。 汚染は公共および民間の水道で発見され、サンゴバン・パフォーマンス・プラスチックス社とハネウェル・インターナショナル社の施設が汚染源であると考えられている。 両社はPFOA暴露の責任を問われ、水質汚染の費用を補填するために100万ドルを超える和解金を提示した。 和解はまだ進行中だが、市営の活性炭ろ過システムが設置され、個人の井戸の所有者は使用できるようになっている。しかし、政府当局は依然として企業に対し、汚染物質を除去してフーシックフォールズ住民にきれいな飲料水を供給するための費用を支払うよう求めている。

### バーモント州ノースベニントン
ノースベニントンは、州全体の世帯収入の中央値が 55,176 ドルであるのに対し、47,228 ドルであるため、バーモント州の低所得地域と見なされている。 バーモント州全体と比較すると、ノースベニントンの住民の貧困率は高く、ノースベニントンの住民の 16.9% が貧困線以下で生活しているのに対し、州全体では 11.5% となっている。 ニューヨーク州フーシックフォールズ近郊でPFOA汚染が発見された後、バーモント州ノースベニントン村では、水道水と複数の個人井戸でさまざまなレベルのPFOA汚染が発見された。 発生源としてケムファブ社の施設が特定されており、PFOA濃度が同局の健康勧告レベルである20pptを超えていたため、バーモント州保健局はノース・ベニントンの住民に血液検査を勧めている。 州と複数の機関は引き続きこの問題を調査し、これらの地域に住む住民にとって最善の行動方針を決定している。

### ニュージャージー州の公共水道システム
2006年、ニュージャージー州環境保護局は、州の公共水道システムにPFOAとPFOSによる汚染があるかどうかを調べる調査を実施した。 研究者らは、PFOA および PFOS を製造または使用する施設の近くにある水道システムのみを調査対象に含めることを選択した。 テストされた23 のシステムのうち、65%に PFOA が含まれ、30%に PFOS が含まれていた。 2016 年 9 月、メリマック郡の水域で PFOA と PFOS の汚染物質が検出された。 メリマック郡は、州全体の世帯収入の中央値が 72,093 ドルであるのに対し、平均して世帯収入が 65,983 ドルと低所得のコミュニティである。 2017年1月から、オーシャン郡とバーリントン郡は水中のPFOAとPFOSの検査を要求している。 オーシャン郡の世帯収入の中央値は 61,994 ドルで、オーシャン郡の住民の 11.3% が貧困レベル以下で暮らしているのに対し、州全体では 10.8% となっている。 一方、平均世帯収入は 78,621 ドル、貧困層の住民は 6.4% であり、低所得のコミュニティではない。

## 参照
- アメリカ合衆国の飲料水の水質（英語版）
- ヒンクリー地下水汚染（英語版）
- ワシントン D.C. の飲料水に鉛汚染（英語版）
- フリント水危機（英語版）